# Pts.Of.Athrty
Pts.Of.Athrty – singel amerykańskiego zespołu rockowego Linkin Park z płyty Reanimation. Teledysk został nakręcony za pomocą grafiki komputerowej na podstawie gry Dark Reign. Pomysłodawcą był Joe Hann. Do pomocy przy tworzeniu klipu został ściągnięty Patrick Tatopolous. Utwór "By Myself" został zremiksowany przez Marilyna Mansona.

## Lista utworów
1. Pts.Of.Athrty (Jay Gordon)
2. Buy Myself (Marilyn Manson Remix)
3. H! Vltg3